# Nizy-le-Comte
Nizy-le-Comte ist eine französische Gemeinde mit 232 Einwohnern (Stand 1. Januar 2022) im Département Aisne in der Region Hauts-de-France; sie gehört zum Arrondissement Laon und zum Kanton Villeneuve-sur-Aisne.

## Geografie
Die Gemeinde Nizy-le-Comte liegt 30 Kilometer östlich von Laon und 25 Kilometer westnordwestlich von Rethel an der Grenze zum Département Ardennes. Unmittelbar westlich von Nizy-le-Comte schließt sich der Truppenübungsplatz Camp de Sissonne an. Das östliche Gemeindegebiet wird vom Fluss Barres durchquert, der hier auch Ruisseau de Nizy genannt wird. Zu Nizy-le-Comte gehören die Weiler Montigny-la-Cour und Le Haut-Chemin. Nachbargemeinden von Nizy-le-Comte sind Dizy-le-Gros im Norden, Sévigny-Waleppe und Saint-Quentin-le-Petit im Nordosten, Le Thour im Osten, Lor im Südosten, La Malmaison im Süden, Sissonne im Südwesten, La Selve im Westen sowie Lappion im Nordwesten.

## Bevölkerungsentwicklung
| Jahr                       | 1962 | 1968 | 1975 | 1982 | 1990 | 1999 | 2006 | 2012 | 2022 |
| Einwohner                  | 401  | 363  | 293  | 277  | 268  | 250  | 257  | 256  | 232  |
| Quellen: Cassini und INSEE |      |      |      |      |      |      |      |      |      |

## Sehenswürdigkeiten

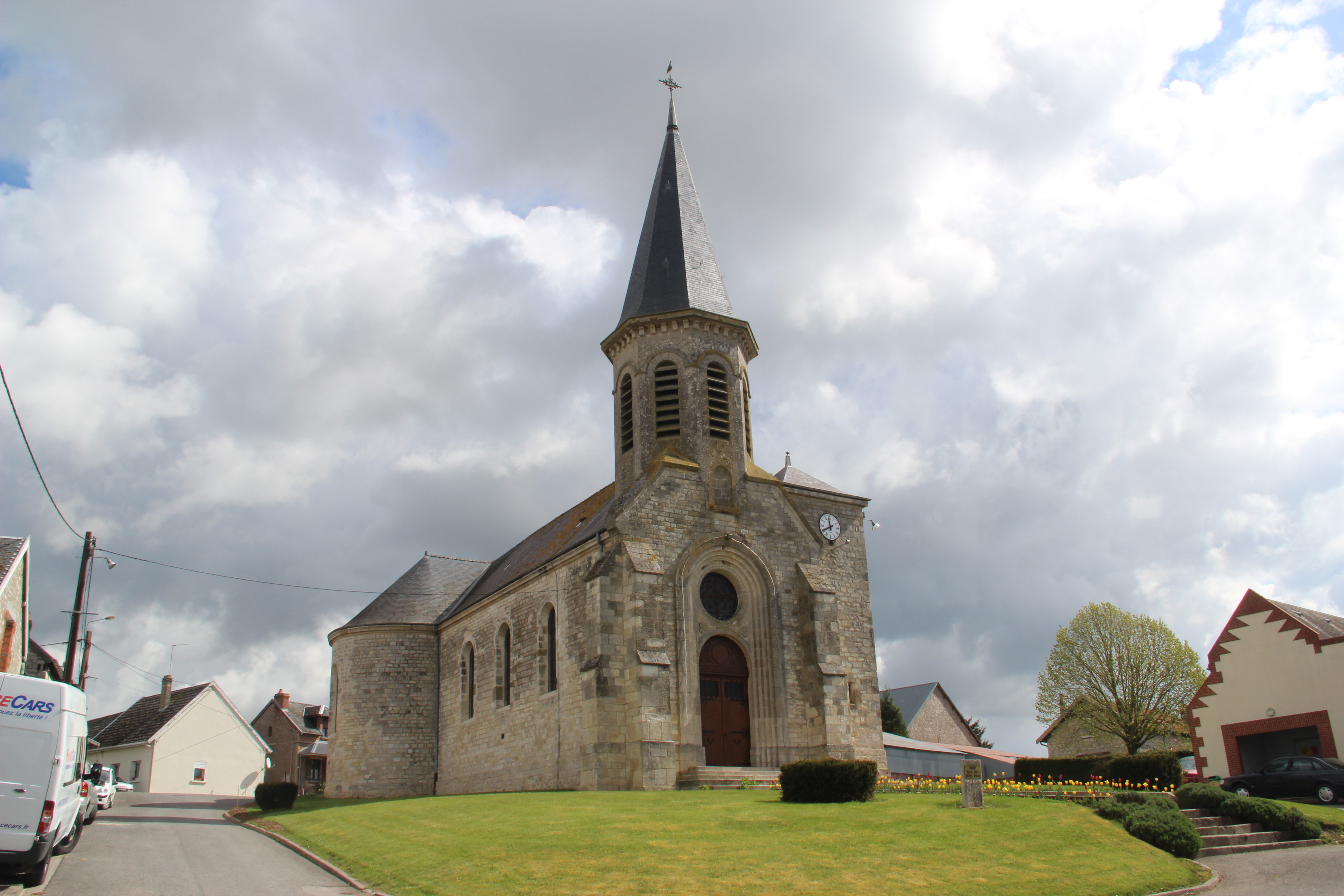
Kirche Saint-Béat
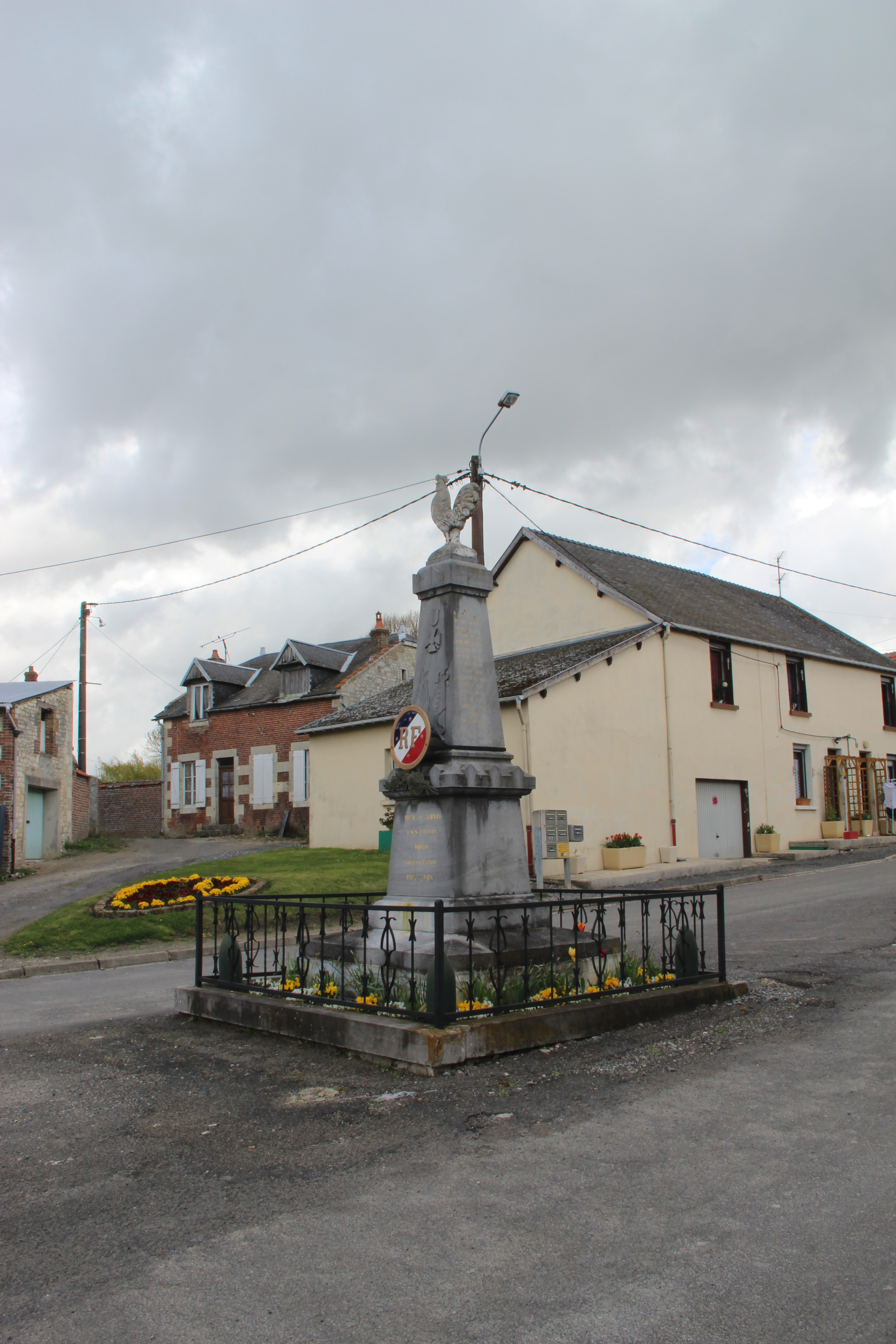
Gefallenendenkmal

- Kirche Saint-Béat
- Gefallenendenkmal